# 루마 (세르비아)

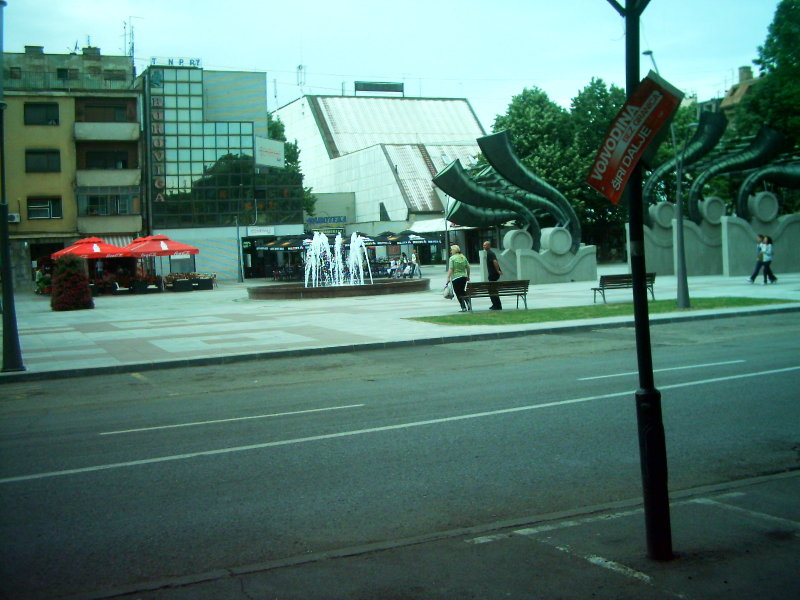
루마 시가지

루마(세르비아어: Рума, Ruma)는 세르비아 보이보디나 자치주 스렘 구에 위치한 도시로, 면적은 582km2, 도시 인구는 29,969명(2011년 기준), 지방 자치체 인구는 54,141명(2011년 기준)이다.

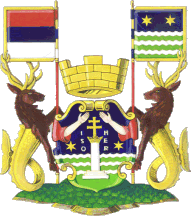
시 문장

## 인구
| 연도  | 인구   | ±% p.a. |
| ----- | ------ | ------- |
| 1948  | 37,622 | —       |
| 1953  | 40,742 | +1.61%  |
| 1961  | 47,671 | +1.98%  |
| 1971  | 52,156 | +0.90%  |
| 1981  | 55,083 | +0.55%  |
| 1991  | 55,087 | +0.00%  |
| 2002  | 60,006 | +0.78%  |
| 2011  | 54,339 | −1.10%  |
| 출처: |        |         |

## 같이 보기
- 시르미아